# Şakir Bozkurt
Şakir Bozkurt (ur. 15 maja 1989) – turecki zapaśnik walczący w stylu wolnym. Akademicki wicemistrz świata w 2014. Ósmy na igrzyskach wojskowych w 2015 roku.